# بوغدان ايفانوف
بوغدان ايفانوف هو راكب الكنو بلغاري، ولد في 22 يوليو 1937.

## وصلات خارجية
- بوغدان ايفانوف على موقع أوليمبيديا (الإنجليزية)